# Eugenia bullata
Espèce
Classification phylogénétique
Eugenia bullata est une espèce de plantes à fleurs de la famille des Myrtaceae. C'est un arbuste endémique, comme toutes les autres espèces présentes en Nouvelle-Calédonie du genre Eugenia. Le genre Eugenia, lui, est répandu dans les régions tropicales.

## Description

### Aspect général
C'est un arbuste qui mesure au maximum 4 à 5 mètres mais ne dépasse pas le plus souvent 2,5 mètres de haut. Son tronc a un diamètre de 10 cm environ. L'écorce est très claire, légèrement crevassée. Elle est assez molle au toucher car elle possède un liège épais.

### Feuilles
Les feuilles ont un aspect très particulier, que l’on dit gaufré, bosselé ou encore bullé. De grande taille (15 à 25 cm de long pour 6 cm de large), elles sont vert foncé brillant en dessus et vert plus clair en dessous. Les nervures sont épaisses. Les jeunes feuilles sont rosées. Elles sont disposées l’une en face de l’autre le long du tronc et sont souvent plus nombreuses vers le haut de l’arbre.

## Reproduction
Les fleurs sont de couleur blanche et possèdent de nombreuses étamines très visibles. Elles poussent le long du tronc de l’arbuste. Elles n’ont pas d’odeur mais attirent beaucoup les abeilles. La floraison est abondante, mais très courte. Comme toutes les autres plantes de la sous-famille des myrtoïdés (le goyavier et le jamelonier), elle possède des fruits charnus. Ces fruits ronds de 2-3 cm de diamètre sont de couleur rouge à marron. Ils contiennent des graines très molles et sont comestibles. La germination est très facile.

## Place dans la forêt sèche de Nouvelle-Calédonie
La plante est commune et peut pousser aussi bien dans les forêts sèches, dans les forêts galeries ou encore su les terres rouges (on en trouve également dans le Sud de la Grande Terre). Elle pousse dans les fonds de vallée plutôt que sur les pentes. Les fruits sont probablement consommés par les oiseaux frugivores comme le pigeon vert.

## Sources
- Eugenia bullata sur Endemia.nc